# Erreur de chambre
Pour plus de détails, voir Fiche technique et Distribution.
Erreur de chambre (titre original : A Bedroom Blunder) est un court métrage muet américain réalisé par Edward F. Cline et Hampton Del Ruth, sorti en 1917. 

## Fiche technique
- Titre original : A Bedroom Blunder
- Réalisation : Edward F. Cline et Hampton Del Ruth
- Production : Mack Sennett
- Photographie : Phil Whitman
- Pays d'origine : États-Unis
- Format : Noir et blanc - 1,33:1
- Genre : Comédie
- Date de sortie : 
  - États-Unis : 7 octobre 1917

## Distribution
- Charles Murray : Julius O'Brien
- Mary Thurman : Mrs. Whale
- Wayland Trask : Milton C. Whale
- Eva Thatcher : Mrs. O'Brien
- Frank Terry : un détective inhabituel
- Ben Turpin : Réceptionniste de l'hôtel
- Slim Summerville : préposé au comptoir
- Glen Cavender : le barman
- James Donnelly : le directeur de l'hôtel
- Teddy : le chien
- Pepper : le chat

Reste de la distribution non créditée :
- Wallace Beery : un homme dans le hall de l'hôtel
- Cliff Bowes : le pêcheur ivre
- Edward F. Cline : le messager
- Bobby Dunn : l'homme dans la porte tournante
- Gonda Durand : une fille au bain
- Elinor Field : une fille au bain
- Phyllis Haver : une fille au bain
- Roxana McGowan : une fille au bain
- Marvel Rea : une fille au bain
- Vera Steadman : une fille au bain
- Tom Kennedy : un policier